# Podocarpus perrieri
Podocarpus perrieri é uma espécie de conífera da família Podocarpaceae.
Apenas pode ser encontrada na Venezuela.